# Pietroasa (okręg Vâlcea)
Pietroasa – wieś w Rumunii, w okręgu Vâlcea, w gminie Valea Mare. W 2011 roku liczyła 215 mieszkańców.